# Militant
Militant (с англ. — «активист», «боец») — троцкистская фракция в Лейбористской партии Великобритании и название её одноименной газеты. Была активна в партии с 1964 года до раскола в 1992 году. 
Пик влияния пришелся на 1980-е гг., когда тенденция «Militant» контролировала молодёжное крыло лейбористов и городской совет Ливерпуля. Однако с 1982 года её активисты подвергались критике со стороны лейбористской верхушки и исключениям из партийных рядов. В 1989-1991 годах возглавляла кампанию против введённого консервативным правительством подушного налога.
В 1991 г. большинством «Militant» было принято решение прекратить стратегию энтризма в Лейбористскую партию; в 1997 г. эта группа создала Социалистическую партию Англии и Уэльса. Меньшинство, последовавшее за теоретиком Тедом Грантом, в настоящее время ведёт работу под именем Socialist Appeal («Социалистический призыв»).

## Становление и ранние годы
История «Милитант» уходит корнями в троцкистскую организацию Рабочая международная лига в 1930-е годы и Революционную коммунистическую партию в 1940-е годы.
Окончательно выделившись в самостоятельную тенденцию в британском троцкизме после разрыва с Объединенным секретариатом Четвертого интернационала, группа сторонников Теда Гранта была организована вокруг газеты «Социалистическая борьба» (Socialist Fight). В нее входило около 40 человек, являвшихся членами Лейбористской партии, в основном в Ливерпуле, «с небольшими силами в Лондоне и Южном Уэльсе». Газета «Милитант» была основана в марте 1964 года, группа сторонников Теда Гранта стала наиболее последовательной марксистской фракцией в партии. В течение некоторого времени она продолжала быть известной под своим прежним именнем: «Революционная социалистическая лига».
Основатели «Милитант» имели значительное влияние в профсоюзных организациях, особенно в Мерсисайд. Джимми Дин, первый национальный секретарь «Милитант», был электриком и профсоюзным активистом в Cammell Laird в Биркенхеде. Он вступил в Лейбористскую партию в 1937 году и был одним из первопроходцев троцкизма в Мерсисайде. Питер Таафф (национальный секретарь фракции до 1992 года) вступил в Лейбористскую партию в 1960 году.
Заголовок первого номера газеты, опубликованного незадолго до всеобщих выборов 1964 года, гласил: «Тори — прочь!». Среди контактов в газете была указана одна из местных молодежных организаций Лейбористской партии. Основная работа по подготовке первых номеров газеты была проведена Тедом Грантом, Питером Тааффом, Кит Дикинсон и Роджером Плотцем.
После всеобщих выборов 1964 года, в которых Лейбористская партия получила большинство, «Милитант» призвала провести обещанную национализацию сталелитейных предприятий, городских земель и призвав «принять меры против крупных монополий, объединений и трестов, которые господствуют в экономике». «Милитант» утверждала, что единственным долгосрочным решением проблем, с которыми сталкиваются рабочие, является уничтожение капитализма путем социалистической трансформации общества на национальном и международном уровнях. В 1965 году она выдвинула требование: «Национализировать 400 монополий».
В 1965 году по политическим причинам «Милитант» окончательно отказалась от курса на восстановление своего членства в Четвертом Интернационале. В 1974 международные структуры покинувшие Четвертый Интернационал, основали Комитет за Рабочий Интернационал (КРИ).

## 1970-е гг
В 1970 году «Милитант» приобрела в качестве штаб-квартиры помещение на Хепскотт-роуд, прежде принадлежавшее Независимой лейбористской партии. В сентябре 1971 года газета «Милитант» стала выходить раз в две недели, а в январе 1972 года — еженедельно. К концу 1972 года она стала 8-страничным еженедельником.
К 1972 году сторонники «Милитант» получили решающее большинство в молодежной организации Лейбористской партии («Молодые социалисты»). В 1973 году конференция Молодых социалистов Лейбористской партии собрала тысячу делегатов и гостей. В 1965 году «Милитант» заявляла о 100 активных сторонниках, а в 1979 году о 1621. На съезде Лейбористской партии 1972 года резолюция, выдвинутая сторонниками «Милитант» Пэтом Уоллом и Рэем Эпсом, была принята 3 501 000 голосов против 2 497 000. Она требовала, чтобы правительство лейбористов обязалось принять «законопроект, обеспечивающий рабочую национализацию крупнейших монополий».

## Противоборство с правыми лейбористами в 1980-е гг
Впервые в негативном ключе вопрос об энтризме «Милитант» в Лейбористскую партию был поднят в статье газеты «The Observer» в 1975 году, озаглавленной «Троцкистский заговор в Лейбористской партии» («Trot conspirators inside Labour Party»).
В ответ на обвинения со стороны «The Observer» и английских телевизионных каналов «Милитант» утверждала, что ее политика полностью соответствует решениям съездов Лейбористской партии, и что «Милитант» вполне продемонстрировала, что является законной частью партии и что «марксизм неотделим от рабочего движения». Требования исключения из партии сторонников «Милитант» имели место в начале 1980-е годов, но не получили существенной поддержки в низовых организациях лейбористов. На основе расследования национального агента Рега Андерхилла о деятельности «Милитант», большинством 16 против 12, Исполком Лейбористской партии решил не предпринимать никаких действий.
После того, как Джеймс Каллагэн занял пост премьер-министра Лейбористской партии в сентябре 1976 года, два основных профсоюзных активиста решили поддержать назначение сторонника «Милитант» Энди Бевана руководителем молодежной организации Лейбористской партии. В декабре того же года Национальный исполнительный комитет Лейбористской партии большинством 15 против 12 решил поддержать назначение, но с открытым осуждением со стороны Джеймса Каллагана.
Газета «Милитант» утверждала, что Лейбористская партия проиграла выборы 1979 года из-за гнева по поводу сокращения социального бюджета на 8 миллиардов фунтов стерлингов после кризиса, вызванного международными спекуляциями и последующим обращением за помощью к МВФ. Прямым следствием этого, по версии «Милитант» была и «зима недовольства» — период острой профсоюзной борьбы против правительственного ограничения по заработной плате зимой 1978—1979 годов, предшествовавшей выборам. По мере роста своего влияния, тенденция все более явно требовала национализации крупнейших британских монополий под контролем рабочего правительства и проведения в жизнь социалистической программы.
С 1980 года во главе Лейбористской партии встал Майкл Фут. Будучи левым в молодости, изначально он не стремился атаковать «Милитант» и даже выступал против принятия дисциплинарных мер против фракции. Но в конечном счете его обязали принять решение о борьбе с «Милитант» со стороны «группы десяти» влиятельных членов партии и парламента. По словам Вулмера, они сказали, что «если бы он не осудил „Милитант“ и не признал, что это было болезненное явление внутри партии, парламентская часть партии была бы на грани раскола». В связи с этим уже в 1981 году была образована партийная комиссия при национальном исполнительном комитете Лейбористской партии, работа которой сводилась к расследованию деятельности «Милитант».
Комиссия Хейуорда-Хьюза, образованная с целью расследовать работу «Милитант», сделала следующее заключение: «Понятно, что тенденция „Милитант“ — это хорошо организованная группа, ведущая работу внутри Лейбористской партии, и её сторонники контролируют молодёжную организацию партии на национальном и региональном уровне». В том же отчёте отмечались аналогичные «Милитант» нарушения устава партии со стороны её правых и левых фракций.
22 февраля 1983 года, 19 голосами против 9, Национальный исполнительный комитет лейбористов решил исключить из партии пять членов редколлегии «Милитант»: Тааффа, Гранта, Дикинсона, Уолша и Клэр Дойл. Они подали апелляцию на национальную конференцию Лейбористской партии в октябре того же года. Две трети делегатов окружных организаций проголосовали против исключения, но апелляция каждого члена была проиграна по отношению к блоковому голосованию профсоюзной бюрократии — 5 160 000 против 1 616 000 в каждом случае, за исключением того, что Грант получил 175 000 дополнительных голосов в его пользу.
После поражения на выборах в 1983 году Исполком Лейбористской партии согласился запретить продажу газеты «Милитант» на партийных собраниях. К 1986 году в рядах Лейбористской партии произошло 40 исключений сторонников «Милитант». Согласно Алану Вудсу, несмотря на происходившую в партии «охоту на ведьм», стремительный рост числа сторонников тенденции продолжался, кульминацией чего в 1988 году стало массовое собрание в лондонском Александра-палас, в котором приняли участие 7500 сторонников.
Несмотря на это, на 1980-е годы пришелся пик влияния тенденции в Лейбористской партии на фоне неолиберальных мер правительства Тэтчер и массовых забастовок шахтеров. Именно в этот период «Милитант» является единственной тенденцией в партии осуществляющей полный контроль над городским советом в Ливерпуле и имеющей трех представителей в Палате общин. Организация так же является ведущей силой в кампании против подушного жилищного налога, которая приводит к падению правительства Тэтчер.

## Раскол 1992 года
В апреле 1991 года руководство «Милитант» во главе с Питером Тааффом впервые принимает решение о т. н. «открытом повороте», практически означавшее отказ от работы в качестве фракции в Лейбористской партии и участие в выборах против нее. Группа оппозиции вокруг Теда Гранта выступила против этого решения, заявив что оно «ставит под удар сорокалетнюю последовательную работу в партии». Среди национальных и международных организаторов «Милитант» выступивших против этой инициативы были Алан Вудс и Роб Сьюэлл (последний — национальный координатор партийной кампании против подушного налога в Великобритании). «Фракция меньшинства» продолжает работу в Лейбористской партии издавая газету «Социалистический призыв» (Socialist appeal).
В 1992 году фракцию сторонников Теда Гранта исключают из «Милитант» и КРИ. К 1994 году фракция Питера Тааффа окончательно обособляется от Лейбористской партии, самостоятельно выступая на выборах в Великобритании (до настоящего времени в Великобритании нигде не представлена). Политика «открытого поворота» стала общей для всех национальных секций КРИ. Фракция «меньшинства» (сторонников Теда Гранта) в настоящее время[когда?] работает как Международная марксистская тенденция и продолжает работу[когда?] в качестве фракции в Лейбористской партии.